# Kanata (Ottawa)
Kanata è un sobborgo di Ottawa, nel 2016 aveva una popolazione di quasi 90 000 abitanti. Vi si trova lo stadio Canadian Tire Centre.